# Джонсон, Леди Бёрд
Клаудия Альта «Леди Бёрд» Тейлор Джонсон (англ. Claudia Alta «Lady Bird» Taylor Johnson, 22 декабря 1912 — 11 июля 2007) — американская общественная деятельница; первая леди США с 1963 по 1969 год во время правления её мужа, президента Линдона Джонсона.
На протяжении всей своей жизни она выступала за благоустройство городов, автомобильных дорог и сохранение природных ресурсов, это были её основные занятия в качестве Первой леди. После ухода из Белого дома в 1969 году, а затем после смерти своего мужа в 1973 году она стала предпринимателем, создав корпорацию «LBJ Holdings Company» и заработав более 150 млн долларов. За свои достижения она получила Президентскую медаль Свободы и Золотую медаль Конгресса США

## Леди Бёрд в искусстве

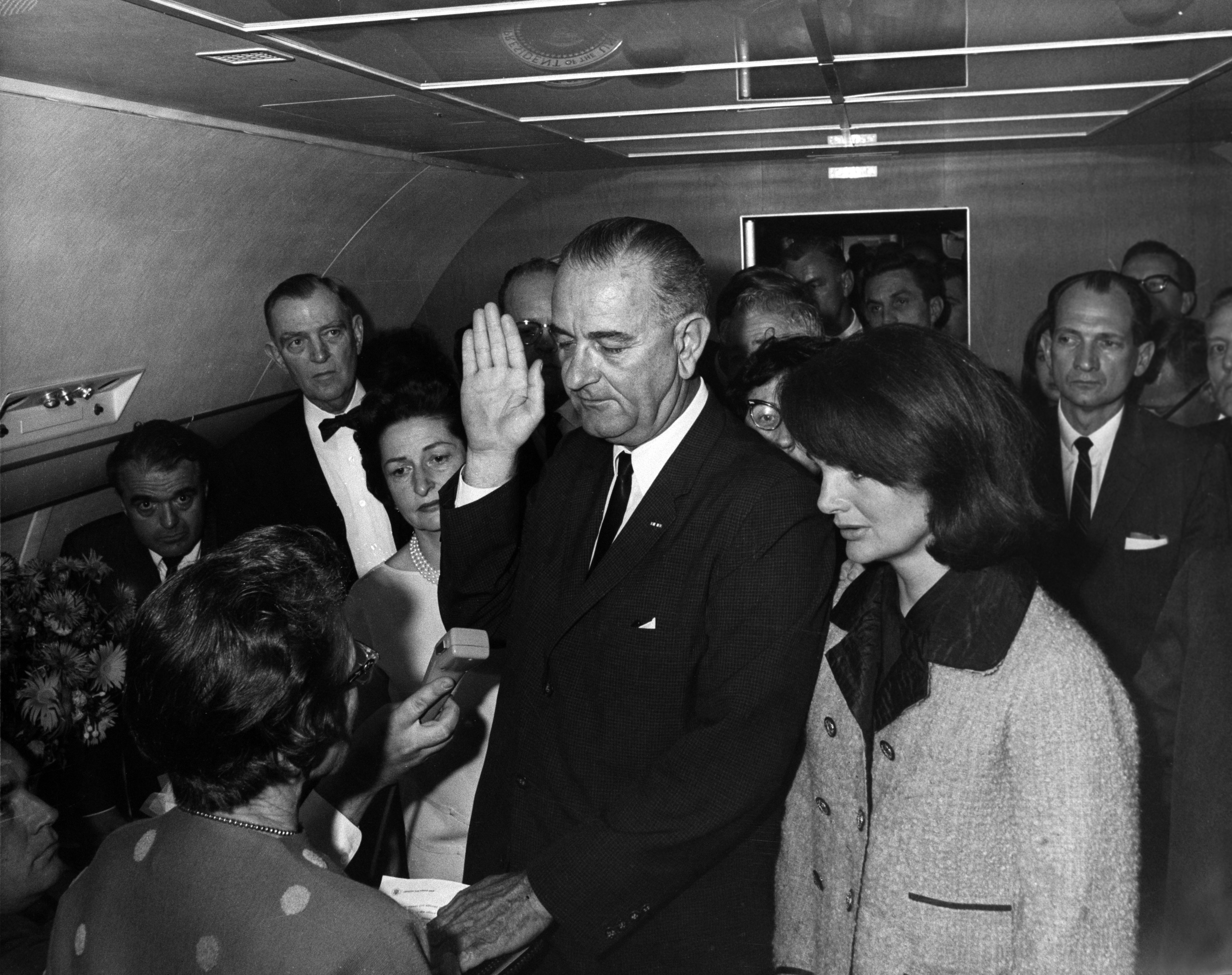
Присяга Джонсона на борту Air Force One в день убийства Кеннеди. Президента окружают три женщины: справа — овдовевшая Жаклин Кеннеди, слева — его собственная жена Леди Бёрд и судья Сара Хьюз

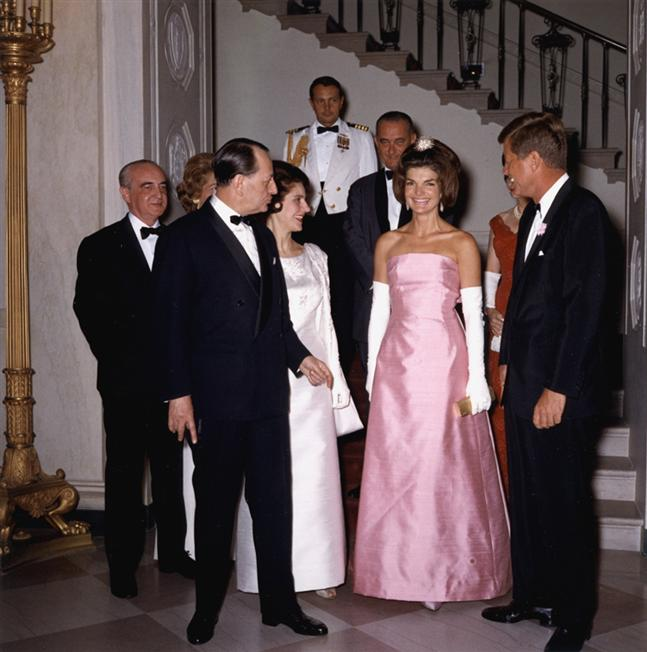
Первая леди Жаклин Кеннеди, президент Джон Ф. Кеннеди, Андре Мальро, Мари-Мадлен Лиу Мальро, вице-президент Линдон Джонсон и Вторая леди Клаудиа «Леди Бёрд» Джонсон, спустившись по Большой Лестнице Белого дома, направляются на обед. Апрель 1962 года.

### Фильмы
- В 2002 году на канале HBO вышел фильм «Путь к войне», где роль леди Бёрд исполнила актриса Фелисити Хаффман
- «Джеки» (2016), в роли леди Бёрд Бет Грант